# إيغور أوستينوف
إيغور أوستينوف (بالإنجليزية: Igor Ustinov) (و. 1956  م) هو نحات، ومغني، وعالم أحياء من سويسرا، والمملكة المتحدة، ولد في لندن.